# Siarnaq (satèl·lit)
Siarnaq és un satèl·lit natural irregular prògrad de Saturn. També s'anomena Saturn XXIX, i va ser descobert per Brett J. Gladman, et al. el 2000, i se li va donar la designació temporal S/2000 S 3. Es va anomenar l'agost del 2003 en honor del gegant Siarnaq (també conegut com a Sedna) de la mitologia inuit. És el membre més gros del grup inuit de satèl·lits de Saturn.
Es creu que fa uns 40 quilòmetres de diàmetre i orbita Saturn a una distància mitjana de 17,5 Gm en 895 dies.